# Mrs. Brown, You've Got a Lovely Daughter
Mrs. Brown, You've Got a Lovely Daughter è un brano musicale scritto dall'attore e cantautore inglese Trevor Peacock. Il brano è stato originariamente interpretato da Tom Courtenay, per poi essere pubblicato come singolo discografico dal gruppo musicale britannico Herman's Hermits nel 1965.

## Tracce
- 7"

1. Mrs. Brown, You've Got a Lovely Daughter
2. I Gotta Dream On

## Altre versioni
- Il brano è presente nell'album Chipmunks à Go-Go (1965) del gruppo immaginario Alvin and the Chipmunks.
- Il brano è stato cantato dalla cantante Nellie McKay nel suo album del 2015 My Weekly Reader.